# Grande Prêmio dos Países Baixos de 1967
Resultados do Grande Prêmio dos Países Baixos de Fórmula 1 realizado em Zandvoort em 4 de junho de 1967. Terceira etapa da temporada, o mesmo foi vencido pelo britânico Jim Clark no primeiro dos cento e cinquenta e sete triunfos do motor Ford Cosworth de oito cilindros.

## Classificação da prova
| Pos. | Nº | Piloto              | Construtor      | Voltas | Tempo/Diferença | Grid | Pontos |
| ---- | -- | ------------------- | --------------- | ------ | --------------- | ---- | ------ |
| 1    | 5  | Jim Clark           | Lotus-Ford      | 90     | 2:14:45.1       | 8    | 9      |
| 2    | 1  | Jack Brabham        | Brabham-Repco   | 90     | + 23.6          | 3    | 6      |
| 3    | 2  | Denny Hulme         | Brabham-Repco   | 90     | + 25.7          | 7    | 4      |
| 4    | 3  | Chris Amon          | Ferrari         | 90     | + 27.3          | 9    | 3      |
| 5    | 4  | Mike Parkes         | Ferrari         | 89     | + 1 volta       | 10   | 2      |
| 6    | 22 | Ludovico Scarfiotti | Ferrari         | 89     | + 1 volta       | 15   | 1      |
| 7    | 18 | Chris Irwin         | Lotus-BRM       | 88     | + 2 voltas      | 13   |        |
| 8    | 10 | Mike Spence         | BRM             | 87     | + 3 voltas      | 12   |        |
| 9    | 21 | Bob Anderson        | Brabham-Climax  | 86     | + 4 voltas      | 17   |        |
| 10   | 20 | Jo Siffert          | Cooper-Maserati | 83     | + 7 voltas      | 16   |        |
| Ret  | 7  | John Surtees        | Honda           | 73     | Acelerador      | 6    |        |
| Ret  | 9  | Jackie Stewart      | BRM             | 51     | Freios          | 11   |        |
| Ret  | 12 | Jochen Rindt        | Cooper-Maserati | 41     | Suspensão       | 4    |        |
| Ret  | 14 | Pedro Rodríguez     | Cooper-Maserati | 39     | Câmbio          | 5    |        |
| Ret  | 6  | Graham Hill         | Lotus-Ford      | 11     | Motor           | 1    |        |
| Ret  | 15 | Dan Gurney          | Eagle-Weslake   | 8      | Injeção         | 2    |        |
| Ret  | 17 | Bruce McLaren       | McLaren-BRM     | 1      | Acidente        | 14   |        |

## Tabela do campeonato após a corrida
|    | Pos. | Piloto          | Pontos |
| -- | ---- | --------------- | ------ |
|    | 1    | Denny Hulme     | 16     |
|    | 2    | Pedro Rodríguez | 11     |
| 10 | 3    | Jim Clark       | 9      |
| 5  | 4    | Jack Brabham    | 7      |
| 1  | 5    | Chris Amon      | 7      |

|    | Pos. | Construtor      | Pontos |
| -- | ---- | --------------- | ------ |
|    | 1    | Brabham-Repco   | 18     |
|    | 2    | Cooper-Maserati | 11     |
| 12 | 3    | Lotus-Ford      | 9      |
| 2  | 4    | Ferrari         | 7      |
| 2  | 5    | Lotus-BRM       | 6      |

- Nota: Somente as primeiras cinco posições estão listadas. Cada piloto computaria cinco de seis resultados na primeira metade do campeonato e quatro de cinco na segunda metade. Neste ponto esclarecemos: na tabela dos construtores figurava somente o melhor colocado dentre os carros de um time.